# Amt Witzwort
Das Amt Witzwort war ein Amt im Kreis Eiderstedt in Schleswig-Holstein. Es umfasste die Gemeinden Uelvesbüll und Witzwort.
1889 wurde im Kreis Eiderstedt der Amtsbezirk Witzwort gebildet. Zu ihm gehörte neben den oben genannten Gemeinden auch die Gemeinde Norderfriedrichskoog. 
1948 wurde der Amtsbezirk aufgelöst. Norderfriedrichskoog bildete zusammen mit Oldenswort das Amt Oldenswort. Die anderen beiden Gemeinden bildeten das Amt Witzwort. Mit der Bildung des Kreises Nordfriesland wurde das Amt 1970 aufgelöst und die beiden Gemeinden kamen zum Amt Friedrichstadt.